# Quand les aigles attaquent
Pour plus de détails, voir Fiche technique et Distribution.
Quand les aigles attaquent (Where Eagles Dare) est un film britannico-américain réalisé par Brian G. Hutton, sorti en 1968.
Le scénario permet de suivre une équipe de parachutistes du Secret Intelligence Service qui effectue un raid dans un château. Le film est distribué par la Metro-Goldwyn-Mayer, tourné en Panavision et sur place en Autriche et en Bavière. Alistair MacLean a écrit son premier scénario et le roman en même temps. Les deux sont devenus des succès commerciaux.
Le film implique certains des meilleurs cinéastes de l'époque et est maintenant considéré comme un classique : le cascadeur hollywoodien Yakima Canutt, qui, en tant que directeur de la deuxième unité, tourne la plupart des scènes d'action, le cascadeur britannique Alf Joint (en) qui double Richard Burton pour des séquences telles que le combat sur le toit du téléphérique, le chef d'orchestre et compositeur primé Ron Goodwin qui écrit la musique du film et le futur nommé à l'Oscar de la meilleure photographie Arthur Ibbetson. Le film reçoit des critiques majoritairement positives, avec des éloges pour les séquences d'action, la partition musicale et les performances de Richard Burton et de Clint Eastwood.

## Synopsis
Pendant la Seconde Guerre mondiale, le colonel Turner et l’amiral Rolland, du MI6, forment une équipe de commandos pour une mission périlleuse derrière les lignes ennemies. Le détachement comprend le major John Smith, les sergents Harrod et MacPherson, les capitaines Lee Thomas, Ted Berkeley et Olaf Christiansen, ainsi que le lieutenant américain Morris Schaffer, des Rangers de l’US Army. Leur objectif est de libérer le général George Carnaby, planificateur des opérations alliées sur le front de l’Ouest, capturé par les Allemands et détenu au Schloß Adler, forteresse alpine en Bavière accessible uniquement par téléphérique.
Déguisés en soldats allemands, les commandos sont parachutés près du château. Harrod est retrouvé mort, et Smith soupçonne un meurtre. Il retrouve en secret son alliée et maîtresse, l’agent britannique Mary Ellison, dont il tait la présence à ses hommes. Au village au pied du Schloß Adler, Smith rencontre l’agent infiltrée Heidi Schmidt, qui a permis à Mary d’obtenir un poste à l’intérieur du château. Il révèle à Mary que Carnaby est en réalité le caporal Cartwright Jones, acteur volontaire dont la capture a été orchestrée par les Britanniques. Peu après, MacPherson est découvert assassiné.
Alors que les troupes allemandes fouillent la zone, Smith comprend que son équipe a été infiltrée et se rend pour éviter un affrontement perdu d’avance. Thomas, Berkeley et Christiansen sont conduits au château, tandis que Smith et Schaffer éliminent leurs gardiens et s’infiltrent dans la forteresse en profitant de la détonation des explosifs qu'ils avaient placés plus tôt dans un dépôt de ravitaillement. À l’intérieur, ils rejoignent Mary et assistent à l’interrogatoire de Carnaby par le général Rosemeyer et le colonel Kramer. Les trois autres officiers britanniques se révèlent alors être des agents doubles au service de l’Allemagne.
Smith et Schaffer interviennent, mais Smith force Schaffer à déposer les armes et se fait passer pour un officier du renseignement de la SS, affirmant que Thomas, Berkeley et Christiansen sont des agents britanniques déguisés. Il prouve son identité en livrant le nom du principal espion allemand en Grande-Bretagne, que Kramer confirme. Les trois suspects sont contraints de dévoiler les noms de leurs complices.
Smith révèle alors la vérité : convaincu que les services britanniques sont infiltrés, le MI6 avait identifié Thomas, Berkeley et Christiansen comme suspects. La mission avait pour but de confirmer leur trahison et d’obtenir l’identité de leurs réseaux. Schaffer abat Rosemeyer et Kramer, et le groupe s’échappe en emmenant les agents doubles prisonniers. Après un affrontement dans le château et une lutte meurtrière avec Smith dans le téléphérique, Berkeley et Christiansen sont éliminés. Aidés par Heidi, les survivants s’enfuient en bus jusqu’à un aérodrome, où le Ju 52 qui les avait parachuté vient les récupérer.
Dans l'avion, Smith révèle que Kramer avait désigné Turner comme le principal espion allemand en Grande-Bretagne, confirmant les soupçons de Rolland. Turner, croyant Smith acquis aux Allemands, l’avait choisi pour diriger la mission, ignorant qu’il travaillait secrètement pour Rolland. Smith avait recruté Mary et Schaffer, hors des circuits compromis du MI6, afin de garantir le succès de l’opération. Démasqué, Turner choisit de sauter de l’avion pour éviter le déshonneur et l’exécution. Épuisés, les survivants rentrent en Angleterre, Schaffer suggérant ironiquement à Smith que la prochaine mission soit « entièrement britannique ».

## Fiche technique
- Titre original : Where Eagles Dare
- Titre français : Quand les aigles attaquent
- Réalisation : Brian G. Hutton
- Scénario : Alistair MacLean, d'après Where Eagles Dare d'Alistair MacLean
- Musique : Ron Goodwin
- Direction artistique : Peter Mullins
- Costumes : Arthur Newman
- Photographie : Arthur Ibbetson
- Montage : John Jympson
- Effets spéciaux : Fred Hellenburg, Richard Parker, Tom Howard
- Production : Elliott Kastner et Jerry Gershwin
- Société de production : Winkast Film Productions
- Société de distribution : Metro-Goldwyn-Mayer
- Budget : 6 200 000[2]-7 700 000[3] millions de dollars
- Pays de production :  Royaume-Uni,  États-Unis
- Langue originale : anglais
- Format : couleurs - 2,35:1 - 35 mm - mono
- Genre : guerre
- Durée : 158 minutes
- Dates de sortie :
  - Royaume-Uni : 4 décembre 1968
  - États-Unis : 12 mars 1969
  - France : 23 juin 1969
- Affiche : Jean Mascii (France)

## Distribution
La liste comporte les voix françaises (VF) ainsi que les voix allemandes (VA) employées dans le doublage français.
- Richard Burton (VF : Michel Gatineau / VA : Holger Hagen) : Major Jonathan Smith
- Clint Eastwood (VF : Denis Savignat / VA : Herbert Stass) : Lieutenant Morris Schaffer
- Mary Ure (VF : Jeanine Freson / VA : Ilse Kiewiet) : Mary Elison, agent du MI6 parachuté
- Patrick Wymark (VF : Jean-Henri Chambois / VA : Hans W. Hamacher) : Colonel Wyatt Turner
- Michael Hordern (VF : Gérard Férat / VA : Konrad Wagner) : Amiral Rolland
- Donald Houston (VF : Jean-Louis Maury / VA : Paul Edwin Roth) : Capitaine James Christiansen
- Peter Barkworth (VF : Michel Paulin / VA : Peter Schiff) : Edward Berkeley
- William Squire (VF : Georges Aubert / VA : Edgar Ott) : Capitaine Philip Thomas
- Robert Beatty (VF : Michel Gudin / VA : Wolfgang Amerbacher) : Général George Carnaby
- Brook Williams (VF : Bernard Murat) : Sergent Harrod
- Neil McCarthy (VF : Jacques Richard) : Sergent Jock MacPherson
- Vincent Ball : Carpenter
- Anton Diffring (VA : Wilhelm Borchert) : SS-Standartenführer Kramer
- Ferdy Mayne (VF : Paul-Émile Deiber / VA : Erich Fiedler) : Général Rosemeyer
- Derren Nesbitt (VA : Lothar Blumhagen) : SS-Sturmbannführer Von Hapen (Gestapo)
- Ingrid Pitt (VA : Anneliese Priefert) : Heidi, agent du MI6 déjà sur place
- Guy Deghy (VA : Alexander Welbat) : Major Wilhelm Wilner
- Olga Lowe (VA : Ruth Gerlach) : Lieutenant allemand Anne-Marie Kernitser, (non crédité)
- Lyn Kennington : Femme allemande, (non crédité)

|                 |
| Richard Burton. |

|                 |
| Clint Eastwood. |

|              |
| Ferdy Mayne. |

## Production

### Développement
Richard Burton est approché par le producteur Elliott Kastner.
Elliott Kastner consulte Alistair MacLean et lui demande un film d'aventure rempli de mystère, de suspense et d'action. La plupart des romans de l'auteur ayant déjà été adaptés au cinéma ou étant en cours de tournage. Elliott Kastner persuade Alistair MacLean d'écrire une nouvelle histoire. Six semaines plus tard, il livre le scénario, alors intitulé Castle of Eagles (Château des Aigles). Elliott Kastnera déteste le titre et préfère choisir Where Eagles Dare (« Quand les aigles attaquent ») à la place. Le titre provient de l'acte I, scène III de Richard III de William Shakespeare.
Elliott Kastner et le coproducteur Jerry Gershwin annoncent en juillet 1966 qu'ils ont acheté cinq scripts à Alistair MacLean, en commençant par Where Eagles Dare et When Eight Bells Toll (Commando pour un homme seul). Brian Hutton qui vient juste de réaliser le film Les Corrupteurs pour le même producteur est désigné à nouveau pour le réaliser.

### Tournage

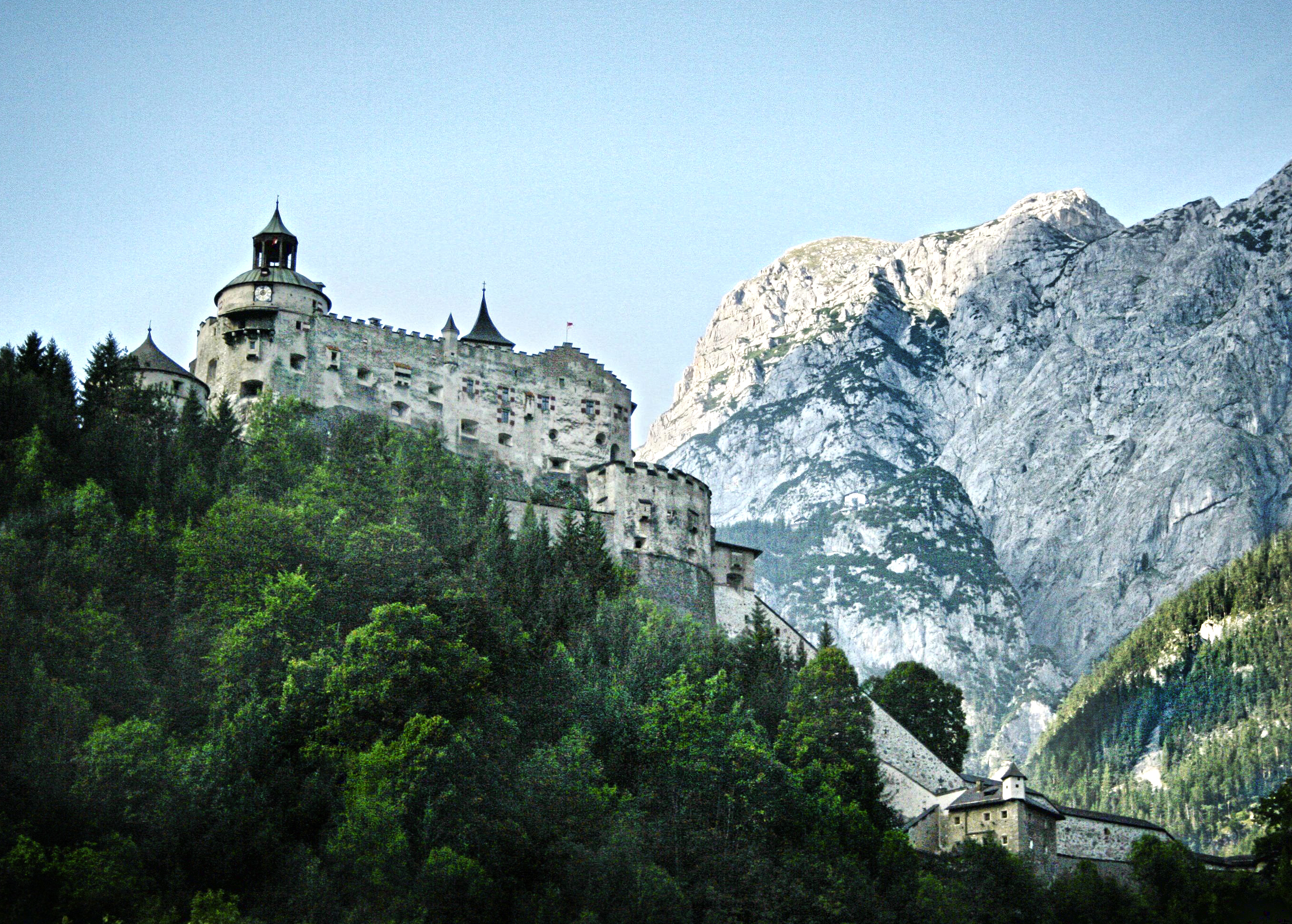
Château de Hohenwerfen, à Werfen en Autriche, où les scènes du château ont été filmées.

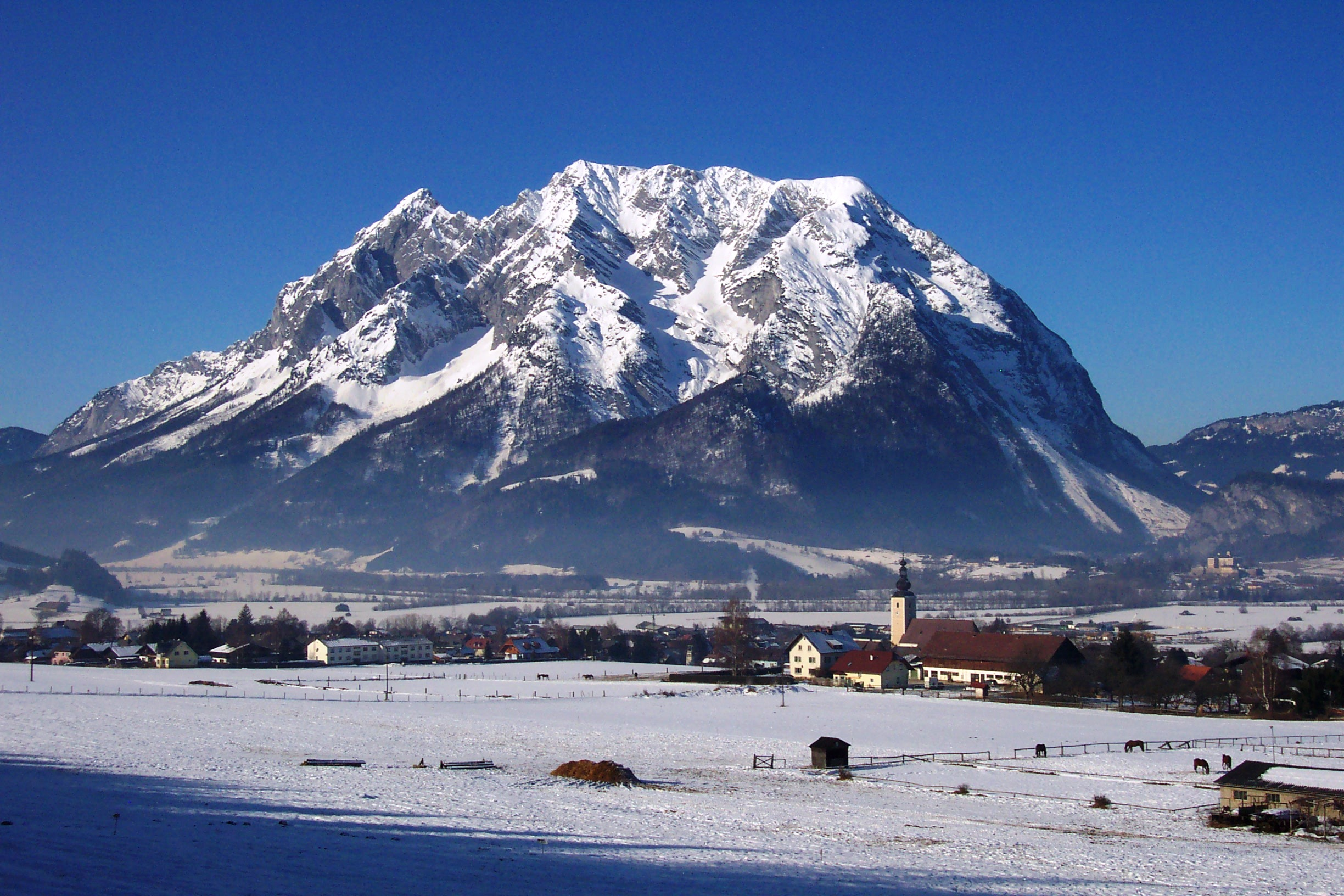
Montagne Grimmin qui apparaît dans les scènes d'ouverture et de fin du film.

Clint Eastwood et Richard Burton auraient surnommé le film « Where Doubles Dare » en raison du temps d'écran pendant lequel les cascadeurs les ont doublés pendant les séquences d'action. Le tournage commence le 2 janvier 1968 en Autriche et se termine en juillet 1968. Clint Eastwood reçoit un salaire de 800 000 $ tandis que Richard Burton reçoit 1 200 000 $,. C'est l'un des premiers films sonores à avoir utilisé l'effet de projection frontale (en), cette technologie ayant permis de filmer les scènes où les acteurs sont au sommet du téléphérique.
Clint Eastwood pense d'abord que le scénario écrit par Alistair MacLean est « terrible » et « tout en exposition et en complications ». Selon Derren Nesbitt, Clint Eastwood demande qu'on lui accorde moins de dialogue. La plupart des répliques de son rôle de « Lieutenant Schaffer » sont confiées à Richard Burton, tandis que lui s'occupe de la plupart des scènes d'action. Le réalisateur Brian G. Hutton exploite les forces de ses acteurs, en permettant à l'expérience théâtrale de Richard Burton d'aider le personnage du « major Smith » et le comportement calme de Clint Eastwood pour le personnage du « lieutenant Schaffer ». Clint Eastwood joue le rôle sur les conseils de son agent, qui estime qu'il serait intéressant de voir son client jouer avec une personne ayant de l'ancienneté. Les deux acteurs s'entendent bien sur le plateau.
Derren Nesbitt tient à être le plus authentique possible avec son personnage de « Von Hapen ». Alors qu'il est sur place, il demande à rencontrer un ancien membre de la Gestapo pour mieux comprendre comment jouer le personnage et pour obtenir les insignes militaires corrects. Il est blessé sur le plateau lors du tournage de la scène dans laquelle le « lieutenant Schaffer » tue « Von Hapen ». Le pétard de sang attaché à Derren Nesbitt explose avec une telle force qu'il est temporairement aveuglé, bien qu'il se soit rapidement rétabli,.
Le tournage est retardé en raison du mauvais temps en Autriche. Finalement il se déroule en hiver et au début du printemps 1968, et l'équipe doit faire face à des blizzards, à des températures négatives et à des risques d'avalanche. D'autres retards sont également constatés lorsque Richard Burton, bien connu pour ses beuveries, disparaît pendant plusieurs jours, avec ses amis Peter O'Toole, Trevor Howard et Richard Harris. Dans le cadre de son accord avec Metro-Goldwyn-Mayer, Clint Eastwood prend livraison d'une moto Norton P11 (en), qu'il « teste » sur le circuit de Brands Hatch accompagné par l'actrice Ingrid Pitt, ce qu'Elliott Kastner lui avait interdit de faire pour des raisons d'assurance en cas de blessure.
Le cascadeur Alf Joint, qui a auparavant joué Capungo (l'homme que James Bond électrocute dans la baignoire de Goldfinger), double et remplace Richard Burton, notamment dans la célèbre séquence de saut en téléphérique, au cours de laquelle il perd trois dents. Alf Joint déclare qu'à un moment donné de la production, Richard Burton est tellement ivre qu'il s'est assommé pendant le tournage et le cascadeur a dû le remplacer rapidement.
Elizabeth Taylor, épouse de Richard Burton, et Robert Shaw, qui est alors marié à Mary Ure, se sont rendus sur les lieux du tournage.
Lors du tournage, Richard Burton est menacé d'une arme par un fan trop zélé, mais heureusement le danger est vite écarté.
L'équipe a tourné :
- les scènes du château dans le château de Hohenwerfen à Werfen en Autriche en janvier 1968 ;
- les scènes du téléphérique au Feuerkogel Seilbahn à Ebensee en Autriche en janvier 1968. Les scènes mettant en scène le château et le téléphérique ensemble sont filmées à l'aide d'une maquette[18] ;
- les scènes de l'aéroport à la Flugplatz Aigen im Ennstal en Autriche au début de 1968. Le lieu exact du tournage est la garnison « Fiala-Fernbrugg », encore utilisée par la HS Geschwader 2 et le bataillon FlAR2/3rd de l'armée autrichienne. La grande montagne rocheuse à l'arrière-plan de l'aérodrome est le Grimming, à environ 40 km à l'est du « Hoher Dachstein », ou à environ 80 km à l'est et 10 km au sud de Werfen[19].

## Musique
La partition musicale est composée par Ron Goodwin. Une bande originale est publiée sur un disque compact en 2005 par Film Score Monthly (en), dans la série Silver Age Classics, en association avec Turner Entertainment. Il s'agit d'une sortie sur deux disques, le premier CD est la musique du film, le second la musique du film Operation Crossbow et la musique source de « Quand les aigles attaquent ». La sortie est limitée à 3 000 disques. La bande originale est acclamée par la critique.
| Where Eagles Dare | Where Eagles Dare                                 | Where Eagles Dare | Where Eagles Dare | Where Eagles Dare | Where Eagles Dare | Where Eagles Dare | Where Eagles Dare | Where Eagles Dare | Where Eagles Dare |
| No                | Titre                                             | Durée             |                   |                   |                   |                   |                   |                   |                   |
| ----------------- | ------------------------------------------------- | ----------------- | ----------------- | ----------------- | ----------------- | ----------------- | ----------------- | ----------------- | ----------------- |
| 1.                | Main Title                                        |                   |                   |                   |                   |                   |                   |                   |                   |
| 2.                | Before Jump/Death of Harrod                       |                   |                   |                   |                   |                   |                   |                   |                   |
| 3.                | Mary and Smith Meet/Sting on Castle/Parade Ground |                   |                   |                   |                   |                   |                   |                   |                   |
| 4.                | Preparation in Luggage Office/Fight in Car        |                   |                   |                   |                   |                   |                   |                   |                   |
| 5.                | The Booby Trap                                    |                   |                   |                   |                   |                   |                   |                   |                   |
| 6.                | Ascent on the Cable Car                           |                   |                   |                   |                   |                   |                   |                   |                   |
| 7.                | Death of Radio Engineer and Helicopter Pilot      |                   |                   |                   |                   |                   |                   |                   |                   |
| 8.                | Checking on Smith/Names in Notebook               |                   |                   |                   |                   |                   |                   |                   |                   |
| 9.                | Smith Triumphs Over Nazis                         |                   |                   |                   |                   |                   |                   |                   |                   |
| 10.               | Intermission Playout                              |                   |                   |                   |                   |                   |                   |                   |                   |
| 11.               | Entr'Acte                                         |                   |                   |                   |                   |                   |                   |                   |                   |
| 12.               | Encounter in the Castle                           |                   |                   |                   |                   |                   |                   |                   |                   |
| 13.               | Journey Through the Castle Part 1                 |                   |                   |                   |                   |                   |                   |                   |                   |
| 14.               | Journey Through the Castle Part 2                 |                   |                   |                   |                   |                   |                   |                   |                   |
| 15.               | Descent and Fight on the Cable Car                |                   |                   |                   |                   |                   |                   |                   |                   |
| 16.               | Escape from the Cable Car                         |                   |                   |                   |                   |                   |                   |                   |                   |
| 17.               | Chase, Part 1 and 2                               |                   |                   |                   |                   |                   |                   |                   |                   |
| 18.               | The Chase in the Airfield                         |                   |                   |                   |                   |                   |                   |                   |                   |
| 19.               | The Real Traitor                                  |                   |                   |                   |                   |                   |                   |                   |                   |
| 20.               | End Playout                                       |                   |                   |                   |                   |                   |                   |                   |                   |
| 74 min 7 s        |                                                   |                   |                   |                   |                   |                   |                   |                   |                   |

## Accueil

### Sortie
Le film sort au cinéma Empire, Leicester Square (en) le 22 janvier 1969 en présence de la princesse Alexandra. Parmi les acteurs principaux du film, seul Clint Eastwood n'est pas présent car il tourne Sierra torride au Mexique.

### Accueil critique
Le film est un énorme succès, gagnant 6 560 000 de dollars au box-office nord-américain au cours de sa première année de sortie. C'est le septième film le plus populaire au box-office britannique en 1969 et le treizième aux États-Unis. Des années après ses débuts, le film bénéficie d'une réputation de classique, et est considéré par beaucoup comme l'un des meilleurs films de guerre de tous les temps,,. Des éloges généraux sont donnés aux performances de Richard Burton et de Clint Eastwood, ainsi qu'aux diverses scènes d'action.
Bien que des critiques aient trouvé l'intrigue quelque peu déroutante, les critiques du film sont généralement positives. Vincent Canby du New York Times donne une critique positive, faisant l'éloge des scènes d'action et de la cinématographie. De même, Variety fait l'éloge du film, le décrivant comme « Highly entertaining, thrilling and rarely lets down for a moment… more of a saga of cool, calculated courage, than any glorification of war ». Le réalisateur Steven Spielberg l'a cité comme son film de guerre préféré,. Le critique de cinéma d'Empire, Ian Nathan, attribue au film trois étoiles sur cinq, le citant comme « A fine example of that war movie staple » et le qualife de « Classic War caper with a few too many plot contrivances but high on adventure ».
Le film est particulièrement lucratif pour Richard Burton, qui gagne une somme considérable en redevances grâce aux rediffusions télévisées et aux ventes de vidéos.
La première diffusion à la télévision britannique date du 26 décembre 1979 sur BBC1.
Mad Magazine publie une satire du film dans son numéro d'octobre 1969 sous le titre « Where Vultures Fare ». En 2009, Cinema Retro (en) édite un numéro spécial dédié au film qui détaille la production et le tournage du film.

## Autour du film

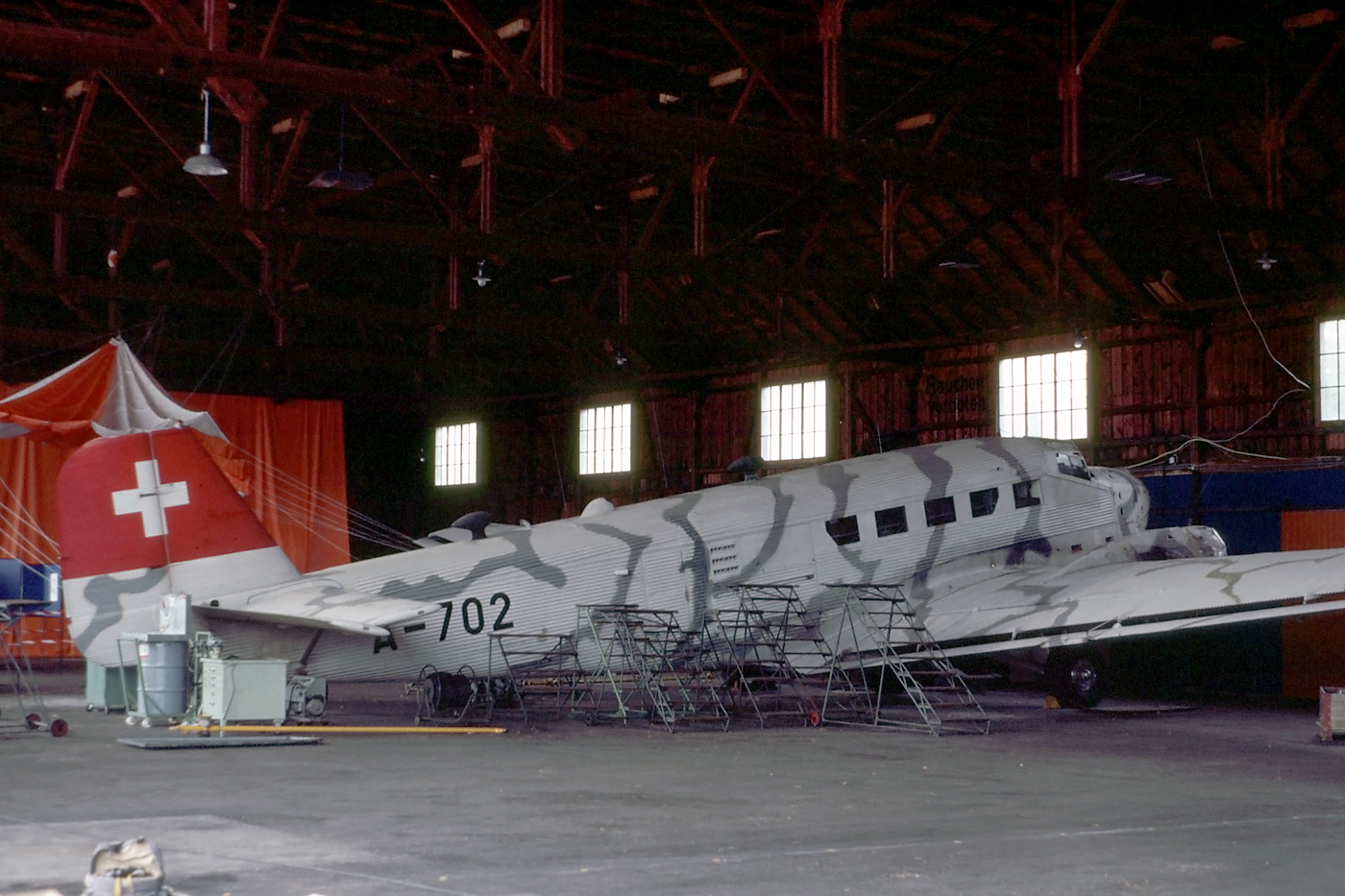
Le Ju-52/3m (A-702) utilisé lors du tournage du film dans un hangar de la base aérienne de Dübendorf en 1984. Il porte le camouflage du film et des cocardes suisses.

- Le principal lieu de tournage fut le château de Hohenwerfen (renommé en Schloss Adler), à Werfen en Autriche. Il ne comportait pas de téléphérique, en conséquence les scènes correspondantes ont été tournées en janvier 1968 dans le téléphérique du massif du Feuerkogel, dans la commune d'Ebensee. À noter qu'une séquence spectaculaire où des personnes prennent la fuite en téléphérique pour échapper à leurs poursuivants nazis avait déjà été tournée par Carol Reed pour clôturer son film Train de nuit pour Munich, sorti en 1940.

- Le trimoteur Junkers Ju 52 de 1939, que l'on voit au début et à la fin du film était l'un des trois appartenant aux Forces aériennes suisses (Ju-52/3m, immatriculation A-702) qui les entretenaient avec le plus grand soin. Pour le film, il fut repeint suivant les photos et schémas publiés à partir de 1962 par l'historien Balcke. Après le film, il reprit les cocardes suisses mais garda de nombreuses années le camouflage blanc strié de gris. Cet appareil appartenait, jusqu'à son accident, à l'association Ju-Air (de) rattachée au Flieger Flab Museum. Il s'est écrasé le 4 août 2018 sur le versant ouest du Piz Segnas, dans le canton des Grisons, ce qui causa la mort de vingt personnes[37],[38].

- L'hélicoptère allemand (en réalité un Bell 47 américain) détruit par les héros est une pure invention des scénaristes. La Luftwaffe possédait bien une escadrille d'hélicoptères mais seulement à partir de février 1945 et le modèle en était très différent (birotor) ; le sauvetage en montagne fut leur seul emploi.

- Ce film a inspiré la chanson d'Iron Maiden du même nom que le film (Where Eagles Dare) sur l'album Piece of Mind (1983). Iron Annie était un surnom donné par les anglo-saxons au Junkers Ju 52.

- Le début du film part du postulat d'une rencontre de généraux alliés en Crète en 1943, or la Crète est tombée aux mains des Allemands en 1941.

- La version française a pour particularité d'utiliser de nombreux extraits du doublage allemand du film afin de permettre aux personnages allemands de s'exprimer dans leur propre langue, contrairement à la version originale dans laquelle ces derniers parlent anglais avec un accent germanique[39].
- Le thème musical principal et récurrent (Main title) du film a été souvent repris, pour son rythme saccadé (spot, clip, générique), notamment comme générique de l'émission radio diffusée par RMC, Toute la vérité.

## Roman
La principale différence est que le roman d'Alistair MacLean de 1966 est moins violent. Une scène lors de l'évasion du château, où le commandant Smith sauve un garde allemand de l'incendie vif, présage la veine du thriller non mortel qu'Alistair MacLean explore au cours de sa carrière ultérieure. Dans le roman, les personnages sont plus clairement définis et légèrement plus humoristiques que leurs représentations dans le film, qui est au rythme rapide et a en son centre les performances de Richard Burton et de Clint Eastwood. Trois personnages portent des noms différents dans le roman : Edward Berkeley s'appelle Edward Carraciola, le sergent Jock MacPherson s'appelle Torrance-Smythe et le SS-Sturmbannführer Von Hapen est à la place le capitaine von Brauchitsch. Les histoires d'amour entre le lieutenant Morris Schaffer et l'agent du MI6 Heidi et entre le major Jonathan Smith et l'agent du MI6 Mary Elison sont également supprimées. En effet, dans le roman, Smith demande à Londres de faire venir un prêtre à l'aéroport.
Dans le livre, le groupe est transporté par avion en Allemagne à bord d'un Avro Lancaster de la RAF, tandis que dans le film, ils sont transportés à bord d'un Junkers Ju 52 de la Luftwaffe. Alors que dans le film le SS-Standartenführer Kramer, le général Rosemeyer et le SS-Sturmbannführer von Hapen sont abattus par  le lieutenant Morris Schaffer, dans le roman on leur donne simplement de fortes doses de nembutal. Dans le livre, le capitaine Philip Thomas, Edward Carraciola (Edward Berkeley) et le capitaine James Christiansen tentent de s'échapper dans le téléphérique avec Smith sur le toit. Carraciola est écrasée par le bras de suspension en acier du téléphérique alors qu'il se débat avec Smith sur le toit ; Thomas et Christiansen meurent après que Smith a fait exploser le téléphérique avec un explosif plastique. Dans le film, Christiansen est tué et Berkeley frappé par Smith dans le téléphérique (il meurt lorsque le téléphérique explose), et Thomas est abattu par un Allemand alors qu'il descendait une corde.